# Ius honorum
Het Ius Honorum was in het Romeinse Rijk het recht om ereambten uit te oefenen. Het werd uitsluitend toegekend aan personen met Romeins burgerrecht. Omdat men voor het ambt van quaestor, het eerste in de reeks van ambten in de cursus honorum, een minimumvermogen van 400.000 sestertiën nodig had, was het uitoefenen van zijn ius honorum enkel voorbehouden aan de rijkste burgers.